# Cusy
Cusy é uma comuna francesa na região administrativa de Auvérnia-Ródano-Alpes, no departamento da Alta Saboia. Estende-se por uma área de 17.43 km². Em 2010 a comuna tinha 1 897 habitantes (densidade: 108,8 hab./km²).